# Jānis Skredelis
Jānis Skredelis (ur. 29 grudnia 1939 w Iłukszta, Łotwa, zm. 27 czerwca 2019) – łotewski trener piłkarski.

## Kariera trenerska
Na początku swojej kariery zawodowej pracował w Komitecie Sportowym Łotewskiej SRR. Potem z sukcesem prowadził amatorskie zespoły Straume Ryga i Progress Ryga. Również kierował juniorską reprezentację Łotewskiej SRR. W 1981 objął stanowisko głównego trenera Daugavy Ryga. W sezonach 1985 i 1986 był o krok do awansu do Wyższej Ligi ZSSR. Potem wyjechał do Iraku, gdzie pracował razem z Borisem Ignatjewym z olimpijską reprezentację Iraku. Po uzyskaniu niepodległości Łotwy na krótko powrócił do ojczyzny, gdzie trenował kluby Pardaugava Ryga i Kompar/Daugava Ryga. W 1993 otrzymał propozycję prowadzenia ukraińskiego Metałurha Zaporoże. Następnie trenował kluby Olimpijas Ryga, LU/Daugava i FK Rīga. Pracował jako szef wydziału piłkarskich mistrzostw Łotwy.

## Sukcesy i odznaczenia

### Sukcesy trenerskie
- wicemistrz Pierwszej Ligi ZSRR: 1986
- brązowy medalista Pierwszej Ligi ZSRR: 1987

### Odznaczenia
- tytuł Zasłużonego Trenera Łotewskiej FSRR: 198?